# Mushi Production
Mushi Production Co.,Ltd. (虫プロダクション Mushi purodakushon?, abreviado como Mushi Pro) es un estudio de animación   japonés con sede en Fujimidai, Nerima, Tokio, Japón. Anteriormente tenía una sede en otro lugar de Nerima.
El estudio fue pionero en la animación de TV en Japón, y fue responsable de muchas series de anime de televisión exitosas, tales como Astro Boy, Gokū no Daibōken, Princess Knight, Jungle Taitei, Dororo, y Ashita no Joe, así como largometrajes más orientados al público adulto tales como 1001 Nights, Cleopatra (la primera película animada X), y The Belladonna of Sadness.

## Historia

### Primera Mushi Production (1962-1973)
Basándose en su experiencia y éxito como mangaka, y volviendo de la muy apreciada prueba realizada con el largometraje de animación Alakazam the Great para Toei Doga en 1960, Osamu Tezuka decidió dedicarse a la animación de forma independiente. Así nació al año siguiente Tezuka Osamu Productions Doga-bu, posteriormente rebautizada como Mushi Production en 1962.
El nacimiento del nuevo estudio sobre la iniciativa de un autor respetado como Tezuka provoca una verdadera diáspora de animadores de Toei, y por eso a su alrededor se encuentran nombres breves y excelentes como Kazuko Nakamura, Gisaburo Sugii, Shigeyuki Haiashi, Eiichi Yamamoto y muchos otros.
Inicialmente financiado con los ingresos del manga de Tezuka, Mushi estreno el 5 de noviembre de 1962 sus primeras producciones, el mediometraje Aru machikado no monogatari y la primera película de Astro Boy, realizado con el objetivo declarado de demostrar que la buena animación se podía hacer incluso con pocos medios y renunciando a la magnificencia de Toei. Además, estas se realizaron en formato monocromático y de ancho 16:9. La primera obra producción gana en la primera edición del Premio Ofuji, dedicado a la memoria del veterano Noburo Ofuji, fallecido unos meses antes.
El siguiente paso es la producción de la primera serie japonesa de televisión animada con episodios de 30 minutos, Astro Boy, estrenada el 1 de enero de 1963, y tomada de la homónima serie de manga de Tezuka, con la que se sientan las bases de la industria del anime, donde el número de empleados también lo convirtió en uno de los mejores estudios de animación en Japón, contabilizando 400 personas en su apogeo.
A pesar del éxito rotundo (193 episodios transmitidos de 1963 a 1966), el proceso de producción es un desastre organizativo, sin embargo, debido a la pretensión de Tezuka de hacerse cargo personalmente de todos los detalles, causa enormes retrasos en la producción y obliga al personal a turnarse para trabajar, tanto que Mushi recibe el apodo de "castillo insomne", debido a las luces siempre encendidas hasta el amanecer. En julio de 1966, se crea la filial lanzó Mushi Pro Shoji.
Tezuka también comete otro error fatal: aterrorizado por la idea de no tener los medios para completar la serie, retira los derechos de retransmisión a Fuji TV, creando un abismo en el balance de la joven empresa. Sin embargo, en su rescate parcial llegarán dos acontecimientos inesperados: por un lado, la venta de derechos, aunque a un precio aún más bajo, a la cadena de televisión norteamericana NBC -un hecho histórico en sí mismo- y, por otro, el mercadeo, donde aparecerá una increíble serie de productos, garantizando así un ingreso extra a sus creadores.
Los tres espaciales es la segunda serie de animación para ser producida en los estudios de Mushi en 1965, seguida por un nuevo proyecto revolucionario: el primer anime realizado a color, Jungle Taitei, también toma esto de un manga de Tezuka. A pesar de los elogios de los críticos, el proyecto había provocado otro desastre financiero: esto debido a que en 1965 todavía había muy pocos canales de televisión que transmitieran a color, pero Tezuka persiste en querer utilizar el color, pero con los costes de producción, daría resultado de otra gigantesca responsabilidad de 61 millones de yenes.
Con esto, Tezuka decide descuidar las producciones de televisión, sin tener que abandonarlas parcialmente, y acoge con satisfacción la propuesta de Nippon Herald, una empresa distribuidora de cine, de hacer una película de animación para adultos. Basado en Las mil y una noches, se realiza Sen'ya Ichiya Monogatari, el primer "animerama", un término acuñado para la ocasión de subrayar la novedad del producto. La película, distribuida en 1969, es un filme de 143 minutos, 120.000 cuadro de dibujo y 800 personas involucradas en el proceso de producción (prácticamente casi todos los estudios japoneses de la época estaban involucrados), y es también un éxito de taquilla: los ingresos son aproximadamente tres veces más altos que los costes de producción, pero por contrato sólo un tercio está destinado a Mushi, lo que supone un fracaso presupuestario.
El Herald, por otra parte, sale bien, tanto así que un nuevo animerama se encarga a Mushi, y Cleopatra sale al año siguiente, más explícito que el primero en cuanto a erotismo, más suntuoso, pero también más caro, y con lapoca retroalimentación pública termina por no traer un yen en los casos exhaustivos de Mushi. La situación financiera, sin embargo, se mantiene, aunque gracias a una operación que resultaría fatal: para hacer frente a las crecientes deudas, la empresa pide un préstamo entre particulares de más de 130 millones a Fuji TV, el principal comprador de Mushi, pero como garantía transfiere a la emisora los derechos de uso de todos las producciones de Mushi hasta 1978. La situación se desplomó en 1972, cuando Fuji dejó de comprar series de televisión a Mushi, perdiendo entonces su principal fuente de financiación.
Mientras tanto, la relación entre el estudio y Tezuka, cuestionada en su doble papel de autor y director, ya se había roto en 1968, cuando Mushi produjo Wanpaku Tanteidan, la primera serie que no se tomó de un tema de su fundador, seguida en 1970 por la primera serie de Ashita no Jo (Rocky Joe).
En 1971 Tezuka abandonó la empresa, pero se comprometió a compensar las pérdidas acumuladas con los ingresos de su manga, para una inversión personal total que en diez años llegó a casi mil millones de yenes. Pero las cosas no mejoran: la catástrofe comercial llega con el tercer "animerama" del Herald, Kanashimi no Belladonna, considerado una obra maestra por los críticos, pero que ni siquiera entra dentro de los costes de producción.
El empeoramiento de la gestión del subsidiario Mushi Pro Shoji y la disputa laboral también causó que las instituciones financieras estuviesen atentos a los movimientos. Con fallas oficiales en las producciones cinematográficas, el flujo de caja empeoró extremadamente en un corto período de tiempo. El 22 de agosto de 1973, la compañía Mushi Pro Shoji se declaró en bancarrota con alrededor de 40 millones de yenes de deuda. Después de eso, se considera la posible quiebra, inclusive, porque la condición comercial del organismo Mushi Pro también estaba empeorando en la medida en que la quiebra de la subsidiaria no puede evitarse. A partir de agosto, no había perspectivas de trabajo de producción después de Wansa-kun.
El 1 de noviembre de 1973, sucedió lo que había estado en el aire durante mucho tiempo: el Banco Daiwa le negó a préstamo Mushi tras un impago, al tener 350 millones de yenes de deudas el 5 de noviembre de 1973 justo después del final de la transmisión de "Wansa-kun".
Se argumenta que Tezuka "propuso un presupuesto de producción reducido poco realista... en un intento de superar la oferta de sus competidores", con un presupuesto que contribuyó a baja rentabilidad del estudio (y la industria). Mushi Production, plagado de dificultades financieras, se declaró en bancarrota en 1973 y se dividieron sus activos. Tezuka ya había dejado la compañía para entonces, habiendo renunciado como director interno en 1968 y formó un nuevo estudio de animación, Tezuka Productions (hizo obras como Marvelous Melmo y Unico).

### Nueva Mushi Pro (1977-presente)
El 11 de noviembre de 1977 se recuperó la marca y se reconstituyó nuevamente la empresa, re-fundado principalmente por el antiguo sindicato laboral, siendo mayor accionista en el momento de la incorporación con una inversión de 5 millones de yenes en el capital de 12 millones. Otros accionistas en el momento de la incorporación son Nihon Herald Film, con 3 millones de yenes, Nikkatsu con millones de 2 millones de yenes, y otros inversionista con 2 millones de yenes.
En el momento de la creación, los derechos de autor de los antiguos trabajos profesionales de Mushi, fueron transferidos de Tezuka al nuevo Musi, haciendo que la gestión de los derechos de autor de los antiguos trabajos de Mushi se convirtiera en un negocio importante. Su sede se ubicaría en Fujimidai, Nerima, Tokio.
Principalmente produjo películas animadas para proyecciones en cines y películas familiares, algunas de carácter cultural y educativo. La empresa solo trabajo en la animación para televisión es solo "Wonder Beat Scramble" en 1986, cuando Tezuka participó como planificador y supervisor como parte de la cooperación para la reconstrucción, teniendo en cuenta que Tezuka Production no tiene una relación directa como empresa, pero mantiene en ciertos términos la relación con Osamu Tezuka como su fundador inicial.
Hasta 2008, la oficina de la industria del video relacionada con la industria sindical bajo el mando de la Unión Nacional de Sindicatos (Zenkoku Rōdōkumiai sōrengō) fue prestada dentro de la compañía, y el empleado, Seiji Aruhara, se desempeñó como presidente.

## Producciones

### Anime
| Título                                             | Año de estreno | Nota                                                      |
| Primera etapa                                      | Primera etapa  | Primera etapa                                             |
| -------------------------------------------------- | -------------- | --------------------------------------------------------- |
| Astro Boy                                          | 1963           | Trabajo monocromático                                     |
| Galaxy Boy Troop                                   | 1963           | Trabajo en blanco y negro                                 |
| Los tres espaciales                                | 1965           | Trabajo monocromático                                     |
| Shin Takarajima                                    | 1965           | Trabajo monocromático                                     |
| Jungle Taitei                                      | 1965           | Trabajo a color                                           |
| Jungle Taitei: Susume Leo!                         | 1966           | Trabajo a color                                           |
| Osomatsu-kun                                       | 1966           | Coproducción con Studio Zero                              |
| Gokū no Daibōken                                   | 1967           | Trabajo a color                                           |
| Ribon no Kishi                                     | 1967           | Trabajo a color                                           |
| The Vampires                                       | 1968           | Trabajo en blanco y negro                                 |
| Wanpaku Tanteidan                                  | 1968           |                                                           |
| Animal 1                                           | 1968           | Realizado por Mushi Pro Shoji                             |
| Sabu to Ichi Torimono Hikae                        | 1968           | Coproducción con Toei Animation y Studio Zero             |
| Dororo                                             | 1969           | Trabajo monocromático                                     |
| Frosty the Snowman                                 | 1969           | Coproducción con Rankin/Bass Productions de USA           |
| Moomin                                             | 1969           | El trabajo era inicialmente del estudio Zuiyo Enterprises |
| Ashita no Joe                                      | 1970           | Trabajo a color                                           |
| Andersen Monogatari                                | 1971           |                                                           |
| Wandering Sun                                      | 1971           |                                                           |
| Kunimatsu-sama no Otoridai                         | 1971           |                                                           |
| Wansa-kun                                          | 1973           | Trabajo a color                                           |
| Chiisana Viking Vickie                             | 1974           | Episodios 1 al 6                                          |
| Segunda etapa                                      |                |                                                           |
| Wonder Beat Scramble                               | 1986           | Osamu Tezuka y Tezuka Pro participan en la producción     |
| Mikan Enikki                                       | 1992           | Coproducción con Nippon Animation                         |
| Tama of 3rd Street: Please! Search for Momo-chan!! | 1994           | Coproducción con Group TAC                                |
| Hanasaka Tenshi Tenten-kun                         | 1998           | Coproducción con Nippon Animation                         |
| Mirai Shounen Conan 2: Taiga Daibouken             | 1999           | Coproducción con Nippon Animation                         |
| One Piece                                          | 1999           | Coproducción con Toei Animation                           |
| Hidamari no Ki                                     | 2000           | Coproducción con Madhouse                                 |
| Hajime no Ippo                                     | 2000           | Coproducción con Madhouse                                 |
| Hamtaro                                            | 2000           | Coproducción con TMS Entertainment                        |
| Captain Tsubasa: Road to 2002                      | 2001           | Coproducción con Group TAC                                |
| Hoshi no Kirby                                     | 2001           | Coproducción con Studio Sign                              |
| Toki: Kono Hoshi no Mirai wo Mitsumete             | 2003           | Especial de 2 episodios                                   |
| Gokusen                                            | 2004           | Coproducción con Madhouse                                 |
| Kochira Katsushika-ku Kameari Kōen Mae Hashutsujo  | 2004           | Coproducción conStudio Gallop                             |
| Monster                                            | 2004           | Coproducción con Madhouse                                 |
| Futakoi                                            | 2004           | Coproducción con Telecom Animation Film                   |
| Damekko Dōbutsu                                    | 2005           | Coproducción con Magic Bus                                |
| Pani Poni Dash!                                    | 2005           | Coproducción con GANSIS y Shaft                           |
| School Rumble                                      | 2005           | Coproducción con Studio Comet                             |
| Tide-Line Blue                                     | 2005           | Coproducción con Bandai Visual y Telecom Animation Film   |
| Capeta                                             | 2005           | Coproducción con Studio Comet                             |
| Kiba                                               | 2006           | Coproducción con Madhouse                                 |
| Muteki Kanban Musume                               | 2006           | Coproducción con Telecom Animation Film                   |
| Bokura ga Ita                                      | 2006           | Coproducción con Artland                                  |
| Katekyō Hitman Reborn!                             | 2006           | Coproducción con Artland                                  |
| Giant Robo                                         | 2007           | Coproducción con A.C.G.T                                  |
| Rocket Girls                                       | 2007           | Coproducción con Mook Animation                           |
| Lovely Complex                                     | 2007           | Coproducción con Toei Animation                           |
| Wangan Midnight                                    | 2007           | Coproducción con A.C.G.T                                  |
| Chi's Sweet Home                                   | 2008           | Coproducción con Madhouse                                 |
| Chi's Sweet Home: Chi's New Address                | 2009           | Coproducción con Madhouse                                 |
| Natsu no arashi                                    | 2009           | Coproducción con Shaft                                    |
| Bakemonogatari                                     | 2009           | Coproducción con Shaft                                    |
| Zan Sayonara Zetsubou Sensei                       | 2009           | Coproducción con Shaft                                    |
| Natsu no Arashi! Akinai-chū                        | 2009           | Coproducción con Shaft                                    |
| Shiki                                              | 2010           | Coproducción con Daume                                    |
| Tamagotchi! Yume Kira Dream                        | 2012           | Coproducción con OLM Team Kamei                           |
| Tamagotchi! Miracle Friends                        | 2013           | Coproducción con OLM Team Kamei                           |
| GO-GO Tamagotchi!                                  | 2014           | Coproducción con OLM Team Kamei                           |
| Kiniro no Corda: Blue♪Sky                          | 2014           | Coproducción con TYO Animations                           |
| Tokyo ESP                                          | 2014           | Coproducción con XEBEC                                    |
| Kamisama Minarai: Himitsu no Cocotama              | 2015           | Coproducción con OLM Team Kamei                           |

#### Trabajos experimentales
Algunos trabajos presentes en la lista fueron distribuidos en Hikari TV Video Service (Video en demanda) a partir de abril de 2013.
| Título                       | Año de estreno | Nota                             |
| ---------------------------- | -------------- | -------------------------------- |
| Aru Machi Kado no Monogatari | 1962           |                                  |
| Osu                          | 1962           | Cortometraje de 3 minutos        |
| Ningyo                       | 1964           | Cortometraje de 8 minutos        |
| Memory                       | 1964           | Cortometraje de 5 minutos        |
| Shizuku                      | 1965           | Cortometraje de 4 minutos        |
| Tobacco to Hai               | 1965           | Cortometraje de 4 minutos        |
| Gokuu no Daibouken Pilot     | 1966           | Trabajo a color                  |
| Ribbon no Kishi Pilot        | 1966           | Trabajo a color                  |
| Tenrankai no E               | 1966           |                                  |
| Flying Babies                | 1967           | Realizado por Mushi Pro Shoji    |
| Souseiki                     | 1968           | Cortometraje de 4 minutos        |
| Dororo                       | 1968           | Trabajo a color                  |
| Gum Gum Punch                | 1968           | Trabajo a color; Mushi Pro Shoji |
| Zero-Men                     | 1968           |                                  |
| Norman                       | 1968           |                                  |
| Umi no Triton                | 1971           | Trabajo a color; Mushi Pro Shoji |

### OVA
| Título                                  | Año de estreno | Episodios | Nota                                  |
| --------------------------------------- | -------------- | --------- | ------------------------------------- |
| Wansa-kun OVA                           | 1974           | 1         |                                       |
| Notari Matsutarō                        | 1989           | 10        |                                       |
| Blue Sonnet                             | 1989           | 5         | Coproducción con Tatsunoko Production |
| Toki-iro Kaima                          | 1989           | 4         |                                       |
| Ooi! Adacchii!                          | 1992           | 1         |                                       |
| Tsuru ni Notte: Tomoko no Bouken        | 1993           | 1         |                                       |
| Onigara                                 | 1994           | 1         |                                       |
| Hamuko Mairu!                           | 1996           | 1         |                                       |
| Sakura Taisen: Ouka Kenran              | 1997           | 4         |                                       |
| Kuzuryuugawa to Shounen                 | 1998           | 1         |                                       |
| Kaitou Gary no Nihonjin Kouryakuhou!    | 1999           | 1         |                                       |
| Kuma no Minakuro to Kouhei Jiisan       | 1999           | 1         |                                       |
| Echigo no Mukashibanashi: Attaten Ganoo | 2000           | 1         |                                       |
| Armored Trooper Votoms: Pailsen Files   | 2007           | 12        | Coproducción con Sunrise              |
| Kochira Tamago Outou Negaimasu          | 2008           | 1         | Coproducción con Sunrise              |
| Soukou Kihei Votoms: Gen-ei Hen         | 2010           | 6         | Coproducción con Sunrise              |

### Películas
| Título                                                | Año de estreno | Nota                               |
| Primera etapa                                         | Primera etapa  | Primera etapa                      |
| ----------------------------------------------------- | -------------- | ---------------------------------- |
| Jungle Taitei Movie                                   | 1966           |                                    |
| A Thousand and One Nights                             | 1969           | Parte del proyecto animerama       |
| Kaitei Toshi no Dekiru made                           | 1969           |                                    |
| Yasashii Lion                                         | 1970           |                                    |
| Cleopatra                                             | 1970           | Parte del proyecto animerama       |
| Belladonna of Sadness                                 | 1973           | Parte del proyecto animerama       |
| Segunda etapa                                         |                |                                    |
| Hokkyoku no Muushika Miishika                         | 1979           |                                    |
| Ashita no Joe                                         | 1980           |                                    |
| Yuki                                                  | 1981           |                                    |
| Wata no Kuni Hoshi                                    | 1984           |                                    |
| Hi no Ame ga Furu                                     | 1988           |                                    |
| Isewan Taifuu Monogatari                              | 1989           | Proyectos apoyados por ministerios |
| Ushiro no Shoumen Daare                               | 1991           | Proyectos apoyados por ministerios |
| Zouressha ga Yatte Kita                               | 1992           | Proyectos apoyados por ministerios |
| Senbon Matsubara                                      | 1992           | Proyectos apoyados por ministerios |
| Tsuru ni Notte: Tomoko no Bouken                      | 1993           | Proyectos apoyados por ministerios |
| Raiyantsuuri no Uta                                   | 1994           | Proyectos apoyados por ministerios |
| Pipi Tobenai Hotaru                                   | 1996           | Proyectos apoyados por ministerios |
| Maya no Isshou                                        | 1996           |                                    |
| Eikou e no Spur: Igaya Chiharu Monogatari             | 1997           |                                    |
| Ecchan no Sensou                                      | 2002           |                                    |
| Asu wo Tsukutta Otoko: Tanabe Sakurou to Biwako Sosui | 2003           |                                    |
| Nagasaki 1945: Angelus no Kane                        | 2005           |                                    |
| Batain Lai!! Minami no Shima no Mizu Monogatari       | 2008           |                                    |
| Hikawa Maru Monogatari                                | 2015           |                                    |

En 2016 la compañía, junto a la Asociación para el Desarrollo Regional de Tōhoku, preparó un largometraje animado de 60 minutos titulado Mirai wo Mukete Bōsai wo Kangaeru (“Considerando la prevención de desastres para el futuro”) con el objetivo de aumentar la concienciación sobre los sismos. La película ilustra las lecciones aprendidas tras el terremoto y tsunami de Japón de 2011, haciendo énfasis en la importancia de estar siempre preparados para estas situaciones y en la prevención de desastres naturales.